# Charles Hubbard
Charles Randolph Hubbard (Cincinnati, 20 de agosto de 1849-Hamilton, 28 de marzo de 1923) fue un deportista estadounidense que compitió en tiro con arco, en la modalidad de arco recurvo. Participó en los Juegos Olímpicos de San Luis 1904, obteniendo una medalla de plata en la prueba por equipo.

## Palmarés internacional
| Juegos Olímpicos | Juegos Olímpicos          | Juegos Olímpicos | Juegos Olímpicos |
| Año              | Lugar                     | Medalla          | Prueba           |
| ---------------- | ------------------------- | ---------------- | ---------------- |
| 1904             | San Luis (Estados Unidos) | Medalla de plata | Equipo           |